# Stranske Makole
Stranske Makole – wieś w Słowenii, w gminie Makole. W 2018 roku liczyła 125 mieszkańców.